# Lappodiamesa willasseni
Lappodiamesa willasseni är en tvåvingeart som beskrevs av Makarchenko och Kerkis 1991. Lappodiamesa willasseni ingår i släktet Lappodiamesa och familjen fjädermyggor. Inga underarter finns listade i Catalogue of Life.